# 산타크루스카브랄리아

세치라고아스의 위치

산타크루스카브랄리아(포르투갈어: Santa Cruz Cabrália)는 브라질 바이아주의 도시로 면적은 1,550.791km2, 높이는 6m, 인구는 36,544명(2006년 기준), 인구 밀도는 24명/km2이다.